# Doble verdad
La doble verdad es una doctrina filosófica según la cual pueden coexistir dos afirmaciones contradictorias, una alcanzada por medio de la razón y otra revelada por la fe o por creencias míticas, siendo ambas consideradas verdaderas en sus respectivos ámbitos. Esta corriente sostiene, por tanto, la existencia de una verdad dual, sin necesidad de reconciliación lógica entre ambas.
Aunque comúnmente se atribuye al filósofo andalusí Averroes (1126-1198), este no defendió explícitamente dicha postura. Averroes sostenía la unidad de la verdad, alcanzable por distintos caminos —la razón filosófica y la revelación religiosa— sin que deban entrar en contradicción.
La tesis de la doble verdad fue duramente criticada por Tomás de Aquino (1225-1274), quien afirmaba que tanto la fe como la razón provienen de Dios y, por tanto, no pueden oponerse. Para él, la teología y la filosofía son disciplinas distintas pero complementarias: la fe aporta el criterio revelado y sobrenatural, mientras que la razón contribuye con el análisis lógico y argumentativo. En su pensamiento, ambas colaboran en la búsqueda de la verdad última.
Guillermo de Ockham (ca. 1287–1347), por su parte, acentuó la distinción entre razón y fe, considerando que cada una posee su propio ámbito de validez. Su posición contribuyó al desarrollo posterior del fideísmo y de la autonomía del pensamiento racional respecto de la teología (véase también: navaja de Occam).